# (221908) Agastrophe
(221908) Agastrophe, désignation internationale (221908) Agastrophus, est un astéroïde troyen jovien.

## Description
(221908) Agastrophe est un astéroïde troyen jovien, camp grec, c'est-à-dire situé au point de Lagrange L4 du système Soleil-Jupiter. Il présente une orbite caractérisée par un demi-grand axe de 5,106 UA, une excentricité de 0,064 et une inclinaison de 7,3° par rapport à l'écliptique.
Il est nommé en référence au personnage de la mythologie grecque Agastrophe, troyen qui fut tué par Diomède, acteur du conflit légendaire de la guerre de Troie.
Il a été découvert par Peter Kocher le 21 août 2008 à l'Observatoire d'Épendes, situé en Suisse, dans le canton de Fribourg.

## Compléments